# Ричард Грифитс
Ричард Грифитс (енгл. Richard Griffiths; 31. јул 1947 — 28. март 2013) био је британски филмски, телевизијски и позоришни глумац. Освојио је бројне позоришне награде, укључујући Тонија за улогу професора Хектора у представи Генерација за памћење. Иста улога у филмској адаптацији представе донела му је номинацију за награду БАФТА у категроји Најбољи глумац у главној улози.
Такође је познат по улогама Вернона Дарслија у Хари Потер серијалу, Монтија у серији Витнејл и ја, Џорџа Другог у филму Пирати са Кариба: На чуднијим плимама и Колинса у биографској драми Ганди награђеној са 8 Оскара.

## Филмографија
| Улоге Ричарда Грифитса |                                        |               |                                     |          |
| Година                 | Српски назив                           | Изворни назив | Улога                               | Напомене |
| 1980                   | Супермен 2                             |               | терориста бр. 3                     |          |
| 1981                   | Ватрене кочије                         |               | главни вратар на факултету          |          |
| 1981                   | Жена француског поручника              |               | Том                                 |          |
| 1982                   | Ганди                                  |               | Колинс                              |          |
| 1982                   | Свјетски куп: Капитенова прича         |               | Сиднеј Барон                        |          |
| 1991                   | Голи пиштољ 2                          |               | др Алберт С. Мајнхајмер / Ерл Хакер |          |
| 1999                   | Успавана долина                        |               | судија Филипс                       |          |
| 2001                   | Хари Потер и Камен мудрости            |               | Вернон Дарсли                       |          |
| 2002                   | Хари Потер и Дворана тајни             |               | Вернон Дарсли                       |          |
| 2004                   | Хари Потер и Затвореник из Аскабана    |               | Вернон Дарсли                       |          |
| 2005                   | Аутостоперски водич кроз галаксију     |               | Џелц                                | глас     |
| 2007                   | Хари Потер и Ред феникса               |               | Вернон Дарсли                       |          |
| 2010                   | Хари Потер и реликвије Смрти: Први део |               | Вернон Дарсли                       |          |
| 2011                   | Пирати са Кариба: На чуднијим плимама  |               | Џорџ II                             |          |
| 2011                   | Иго                                    |               | господин Фрик                       |          |